# Гедел, Есхер, Бах: Вечна златна плетеница
Гедел, Ешер, Бах - вечна златна плетеница (у оригиналу енгл. Gödel, Escher, Bach: an Eternal Golden Braid ) је књига Дагласа Хофштатера. Прво издање се појавило 1979. у САД. 
Хофштатер покушава да у „необичним преплетима“ нађе основу за разумевање своје филозофије. За ову теорију он налази примере попут математике Курта Гедела, уметничких илустрација Мориса Ешера и музике Јохана Себастијана Баха. У расправи се помињу рачунари и молекуларна ДНК. 
Свако поглавље је кратка прича о главним јунацима, Ахилу и корњачи Теу, чиме се на духовит начин илуструје тема поглавља. Ово се постиже занимљивошћу приче, али и стилом писања. 
Ова књига је била бестселер у више земаља. Добила је многа признања, између осталих Пулицерову награду за 1980. у категорији књижевности не-фикције.
У преводу на српски језик јавља се под називом „Гедел, Ешер, Бах: Једна бескрајна златна нит” (издавач Просвета, 2002. године).